# Rozłucz
Rozłucz (ukr. Розлуч) – wieś na Ukrainie, w obwodzie lwowskim, w rejonie samborskim (do 2020 w rejonie turczańskim). Liczy około 1268 mieszkańców.
W odległości około 3 km od wsi, w rejonie szczytu Czontyjówki (913 m n.p.m.), znajduje się źródło rzeki Dniestr. Od 1905 przez wieś prowadzi linia kolejowa łączącą Użhorod z Samborem. Znajduje się tu przystanek kolejowy Rozłucz.

## Historia
Miejscowość została założona w 1511 roku.
W 1921 miejscowość liczyła około 1251 mieszkańców. W II Rzeczypospolitej była siedzibą gminy wiejskiej Rozłucz. Działało tu również czynne cały rok schronisko narciarskie Powiatowego Komitetu Wychowania Fizycznego i Przysposobienia Wojskowego w Turce. Miejscowość słynęła z dwóch wiaduktów kolejowych na linii Sambor-Sianki oraz ze skoczni narciarskiej.